# Marcus Lawrence Ward

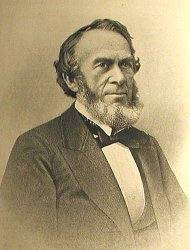
Marcus Lawrence Ward

Marcus Lawrence Ward (* 9. November 1812 in Newark, New Jersey; † 25. April 1884 ebenda) war ein US-amerikanischer Politiker (Republikanische Partei). Von 1866 bis 1869 war er Gouverneur von  New Jersey, von  1866 bis 1868 Vorsitzender seiner Partei und von 1873 bis 1875 Mitglied des US-Repräsentantenhauses.

## Leben
Nach seiner Schulzeit arbeitete er in einer Kerzenmanufaktur, die seiner Familie gehörte. Er wurde auch in das Bankwesen einbezogen und hatte aktiven Anteil an der Gründung der Newark Library Association. 1860 wurde er als Delegierter zur Republican National Convention geschickt, vier Jahre darauf bekleidete er dieses Amt erneut. Ein Jahr später, am 7. November 1865, wurde der Republikaner zum 26. Gouverneur New Jerseys gewählt; die vorherige Wahl hatte er noch gegen Joel Parker verloren. Während seiner Amtszeit von 1866 bis 1869 sorgte er sich vor allem um die Verbesserung der Zustände in den Gefängnissen des Bundesstaates. Von 1866 bis 1868 stand er dem Republican National Committee vor, der Parteiorganisation der Republikaner.
Nach seiner Amtszeit als Gouverneur entschied sich Ward, weiterhin als Politiker aktiv zu bleiben. 1873 gewann er die Wahl zum Abgeordneten des US-Repräsentantenhauses. Dieses Mandat hielt er zwei Jahre lang inne; ein Wiederwahlversuch scheiterte. Er starb 1884 und wurde auf dem Mount-Pleasant-Friedhof begraben.